# Union (strokartonfabriek)
De Union was een strokartonfabriek in Oude Pekela.

## Voorgeschiedenis en opstart
In 1882, zeven jaar nadat de eerste strokartonfabriek in Oude Pekela. "Aastroom" in werking was gesteld, verschenen er geruchten dat spoedig een tweede zou volgen. Maar het zou bij geruchten blijven. Eén jaar later werd bekend dat toch een tweede papierfabriek zou worden opgericht. Dit kwam de gemeente Oude Pekela goed van pas. De meeste scheepshellingen, die gedurende een groot aantal jaren werk hadden verschaft en nu ten gevolge van de malaise in de scheepvaart overbodig waren geworden, waren geheel leeg en veel werklieden zaten dan ook te wachten op een andere mogelijkheid in hun dagelijks onderhoud te voorzien.
Echter, al vóór er één spade in de grond was gestoken, verschenen er bezwaren van andere ondernemers tégen de oprichting van deze fabriek. De heren Mulder en Tolner, respectievelijk eigenaar van de strokartonfabriek “Aastroom” en zoutziederij “Levant” aan het Pekelderdiep, vreesden ernstige watervervuiling wanneer er nog een fabriek zou worden gebouwd die het vuile afvalwater op het diep zou lozen. Maar de heren F.L. Drenth en H. van Russen, eigenaren van de nieuwe fabriek, die “Union” zou gaan heten, gingen gestaag door. Op 16 juni 1884 trad de “Union” dan ook in werking.
Reeds enige dagen nadat de fabriek in werking was getreden, zag men flauwe vissen in het water drijven en was men gewapend met een net of ander voorwerp de vissen aan het vangen. Een gevolg van het lozen van vuil water van de fabriek. Zoutzieder Tolner ging zich beklagen bij het college van burgemeester en wethouders van Oude Pekela met het argument dat hij ten gevolge van het verontreinigde afvalwater van de “Union” genoodzaakt was zijn zoutziederij stop te zetten. Maar het college hield voet bij stuk en legde de bezwaren van Tolner terzijde. Ook op de bij de Koning ingediende bezwaren werden afgewezen en de heren Drenth en Van Russen konden voortgaan met de productie hun karton.

## Productie
De fabriek, die aanvankelijk aan 30 arbeiders werk verschafte, keerde over het boekjaar 1887 maar liefst 35 procent dividend uit. Het jaar daarop werd de fabriek vergroot. De fabriek had inmiddels de industrieel Elso Free aangetrokken onder wiens leiding de voorgenomen uitbreiding zou worden uitgevoerd. In 1892 werd de “Union” opnieuw uitgebreid. 
Ook werd in dat jaar, zoals bij de fabriek de “Aastroom” al eerder was gebeurd, de elektrische verlichting ontstoken. Niet alleen de fabrieksarbeiders hadden belang bij deze maatregel, ook de bewoners van de weg ten zuiden van het hoofddiep hadden er baat bij. Aan deze weg, die vooral in de herfst bij vochtig weer vrijwel onbegaanbaar was, brandde tot dan slechts één lantaarn. 
In hetzelfde jaar werden de daglonen verhoogd. Er waren de voorgaande jaren onlusten onder fabrieksarbeiders in Oost-Groningen uitgebroken over de slechte arbeidsomstandigheden en beloning. Ook de “Union” werd door werkstakingen getroffen.  Aanvankelijk ging het om drie arbeiders die zich bij een sociaal bond wilden laten inschrijven en een loonsverhoging van ƒ0,25 per dag eisten. Toen de drie arbeiders bij de directeur van de fabriek werden ontboden, gedroegen zij zich erg brutaal en werden ze ontslagen. Het gevolg was dat nu alle arbeiders in staking gingen. Ongeregeldheden bleven, met behulp van de inzet van zes leden van de marechaussee uit Winschoten, nog uit. Ongeveer 60 stakers werden, na verklaard te hebben niet langer lid te zijn van de Sociaal-Democratische Bond, een betere houding tegenover de fabrikanten aan te nemen en vriendschappelijker onder elkaar in de fabriek te zullen werken, werden opnieuw door de fabrikant aangenomen. Ongeveer 40 personen die daartoe niet genegen waren, kregen ontslag.
In 1896 werd de “Union” uitgebreid met één extra papierbaan. In de inmiddels drie strokartonfabrieken die Oude Pekela toen rijk was, werkten nu elf papiermachines. De fabriek produceerde jaarlijks 8.000 ton karton. Het benodigd zuiver water werd verkregen uit de Nieuwediepster polder. Het geproduceerde afvalwater werd geloosd op het Pekelderdiep.
Toen in 1903 het 20-jarig contract van de vennootschap "Union" ten einde liep, werd, vanwege een verschil van inzicht in het toegepaste beloningssysteem, het contract niet verlengd en kwam er een einde aan de jarenlange harmonische samenwerking tussen Drenth, Free en Van Russen. Op 20 mei 1903 werd de fabriek “Union” (zonder inventaris) voor een bedrag van ƒ 200.000,00 verkocht aan de heren Haiko van Russen, oud-directeur van de fabriek, J. Riedel, H.B. Heddema Ezn. en J.L. Robertus uit Winschoten, T.S Hovinga uit Oostwold, R.P. Kiers uit Oude Pekela en P.J. van Houten uit ‘s-Gravenhage. Op 3 augustus de fabriek werd overgenomen. Het doel was de fabriek in het vervolg op coöperatieve grondslag te laten werken.
In 1911 betrok de fabriek tarwestro uit Algiers (provincie). De verzendkosten per 1.000 kg bedroegen via Rotterdam ƒ 9,00. Wanneer het stro aan de fabriek was aangekomen, was de kostprijs nog steeds ƒ 2,00 per 1.000 kg goedkoper dan tarwestro dat in de provincie Groningen was verbouwd.
Twee jaar later brak brand uit in de strovoorraad van de fabriek. De gehele voorraad, op 6.600.000 kg geschat, ging in vlammen op. Toch ging het florissant met de kartonproductie. In 1914, kocht de directeur van de fabriek, H. van Russen, een fabriek in Apeldoorn en verliet de “Union”. In zijn plaats zouden voortaan twee directeuren worden benoemd. De fabriek had in 1914 een weekcapaciteit van 240 ton karton. De fabriek werd geheel verbouwd. In 1915, was de verbouwing gereed. In 1920 brak opnieuw brand uit. Dit keer ging er 4.000.000 kg verloren. 
De “Union”, die nu de grootste strokartonfabriek van Oude Pekela was, bood in 1921 werk aan ruim 200 personen die er in ploegen werkten. In 1924 was de heer Hagenus directeur. Hij trad af per 1 mei 1926. Op 15 mei 1926 overleed de directeur Hendrik Olthof. In 1927 werd een elektrische laad- en losplaats aangelegd. Vijf jaar later, in 1933, werd een grote stroloods bijgebouwd. Het magazijn werd ca. 75 meter lang. 
In 1961 werd besloten op een terrein achter de bestaande fabriek een nieuwe papierfabriek bij te bouwen. Op 2 november 1962 werd deze nieuwe papierfabriek door de toenmalige commissaris der koningin in de provincie Groningen, mr. Cees Fock, geopend. Het nieuwe complex was toen iets meer dan 250 meter lang en 36 meter breed. De “Union” besloeg toen een totaal bebouwde bedrijfsoppervlakte van ruim 50.000 vierkante meter.
In 1966 werd besloten dat er geen strokarton meer zou worden geproduceerd. De vervanging van de gebouwen en machines, die voor een groot gedeelte nog uit de vorige eeuw dateerden, zou een te grote investering vergen. Het karton werd voortaan gemaakt van oud papier. Dit had echter wel tot gevolg dat ontslag werd aangezegd aan 25 à 30 mannelijke personeelsleden. Door de omschakeling van stro op oud papier was een aantal mensen overbodig geworden. Er was nog getracht in plaats van stro, riet te verwerken, maar deze grondstof bleek niet in voldoende mate te verkrijgen te zijn.
In 1968 bedroeg de gemiddelde prijs van een ton stro ƒ 102,25.
Op 22 september 1969 begon bij de “Union” een staking, die later, onder leiding van de stakingsleider Fré Meis massale vormen zou aannemen.
In 1973 werd bekend dat de “Union” in Logabirum te Duitsland, een golfkartonfabriek ging bouwen. Op 9 april van dat jaar werd de eerste steen gelegd door burgemeester Horst Milde uit Leer.
Op 1 oktober 1973 verdween bij de “Union zaterdag als werkdag. Eveneens in 1973 werk bekend dat de “Union”, in het kader van de Hinderwet, van de gemeente Oude Pekela geen toestemming meer kreeg voor de aanleg van drie vloeivelden achter de fabriek ten behoeve van de waterzuivering. Het college van burgemeester en wethouders was van mening, anders dan circa 100 jaar eerder, dat de aanleg van deze velden uit milieutechnische overwegingen niet toelaatbaar was en vond dat dit het woon- en leefklimaat van Oude Pekela onherstelbaar zou schaden. Vijf jaar later werd ook de grondwateronttrekking door de papierfabrieken in het stroomgebied van het Pekelderdiep, die soms tot een daling reikte van twee meter, moest verminderen dan wel vervallen.
In 1975 werd de “Union”, sinds 1884 een coöperatie van landbouwers, omgezet in een besloten vennootschap. Een maand later werd besloten de productie van golfkarton te concentreren in Oude Pekela. Dat betekende dat de nieuwe machine van de vestiging in Logabirum (Duitsland) zou worden overgebracht naar Oost-Groningen. Nog geen jaar later werd besloten de Duitse fabriek geheel te sluiten. 
In september 1976 werd E.B. van Dulmen Krumpelman uit Oosterhout benoemd tot directeur.
In oktober van dat jaar werd de 28 meter hoge fabriekspijp van de fabriek afgebroken.

## Sanering
In 1978 greep in Oude Pekela de angst om de gevolgen van een ophanden zijnde kartonsanering om zich heen. De bedrijfsledengroep van de “Union” gaf in een brief aan alle Tweede Kamerfracties blijk van haar grote verontrusting over de ontwikkelingen van de werkgelegenheid. Ook het gemeentebestuur van Oude Pekela deelde in de bezorgdheid.
Alle geuite bezwaren liepen echter op niets uit. In 1986 werd een begin gemaakt met de sloop van de achterste gebouwen van de voormalige strokartonfabriek. In 1989 werd begonnen met de sloop van het gehele complex dat al jarenlang een doorn in het oog van de gemeente was.
Door op 27 april 1989 een jeneverfles met daarin een oorkonde te begraven op het terrein van de voormalige Unionfabriek heeft de Groningse gedeputeerde Roel Vos Oude Pekela op symbolische wijze afscheid laten nermen van een stukje geschiedenis. De sanering van de kartonindustrie en het opruimen van de overbodige geworden fabrieksgebouwen werd daarmee voltooid.

## Directeuren van de "Union"
- 1884-???? - Bernard Drenth
- ????-???? - Haiko van Russen
- 1915-1926 - Nanno Hagenus
- 1926-1926 - Hendrik Olthoff
- 19xx-19xx - Van der Veen senior
- 19xx-19xx - Jan van der Veen
- 19xx-19xx - P.G. Frans
- 19xx-19xx - H. Willemsen
- 19xx-1976 - dhr. Valk
- 1976-1978 - E.B. van Dulmen Krumpelman

## Trivia
- In 1960 werd op de "Union" een mannenkoor opgericht. Het koor telde 45 mannen. Dirigent was Eltjo Sijpkens. Later werd dit mannenkoor gewijzigd in het Neutrale Algemene Pekelder Mannenkoor.
- In 1981 werd de gemeente Oude Pekela voor het symbolische bedrag van ƒ 1,00 eigenaar van de zogeheten Unionbrug over het Pekelder Hoofddiep. De brug staat sinds 2001 op de monumentenlijst.